# 多体問題
多体問題（たたいもんだい、英: multibody problem）は、互いに相互作用する3体以上からなる系を扱う問題である。

## 古典論
古典的な多体問題としては、太陽系のような恒星と惑星が、万有引力で相互作用し合う場合の惑星運行の問題が挙げられる。太陽と地球のような二体問題は厳密に解けるが、例えば月の運動も考える一般の三体問題以上になると解析的に解くことはできないとされる（限定された条件（制限三体問題など）では解が存在する）。18世紀にはジョゼフ＝ルイ・ラグランジュが研究を深め、19世紀末にアンリ・ポアンカレによって証明された。ただしポアンカレの証明は積分法（代数変換、初等関数の変換、積分の有限回による解法）の範囲であり、この範囲以外の解法の存在については現在も不明である。
惑星運行に関しては摂動あるいは数値解析を利用して多体問題を計算する。カオスが起こるかどうかはその状態により変わり、またカオスの定義が研究者ごとに違うため、この議論は明確でない。なおカオス（ここではリアプノフ指数が正で非周期解）が起こる場合には、質量の小さな星は系からキックされ、最後には質量の重い星が非常に狭い範囲に複雑な軌道を描くとされているが、詳細は決着がついていない。

## 量子論
量子力学上の多体問題としては、電子を２つ以上持つ原子における電子の電子状態を求める問題などがある。粒子数が膨大な場合は、様々な近似を使って問題を単純化してから計算する（量子多体問題）。

## 関連記事
- グリーン関数
- ラグランジュ点
- N体シミュレーション
  - GRAPE